# Stort kärleksgräs
Stort kärleksgräs (Eragrostis cilianensis) är en gräsart som först beskrevs av Carlo Allioni, och fick sitt nu gällande namn av Erwin Emil Alfred Janchen. Enligt Catalogue of Life ingår Stort kärleksgräs i släktet kärleksgrässläktet och familjen gräs, men enligt Dyntaxa är tillhörigheten istället släktet kärleksgrässläktet och familjen gräs. Arten förekommer tillfälligt i Sverige, men reproducerar sig inte. Inga underarter finns listade i Catalogue of Life.

## Bildgalleri

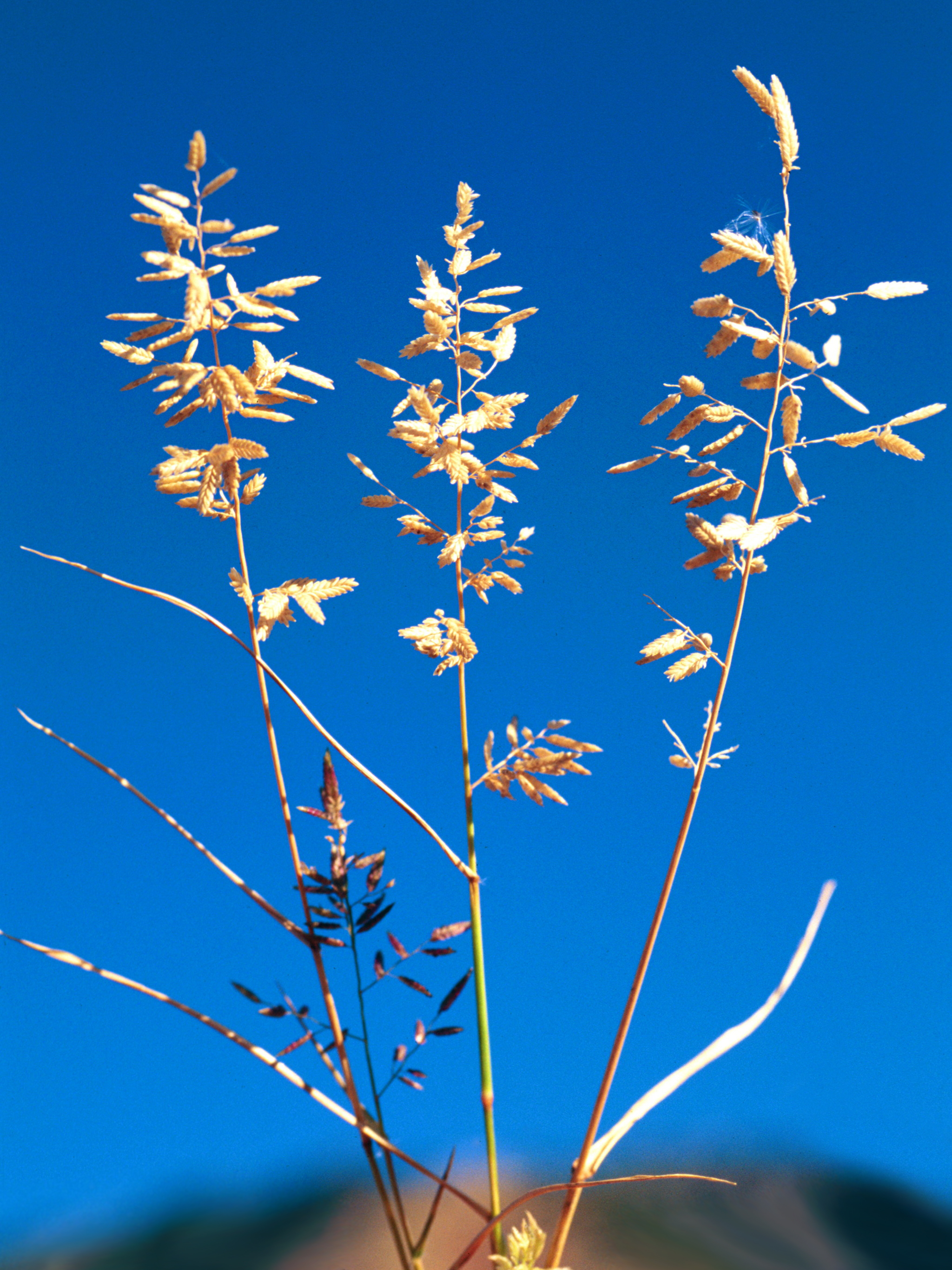
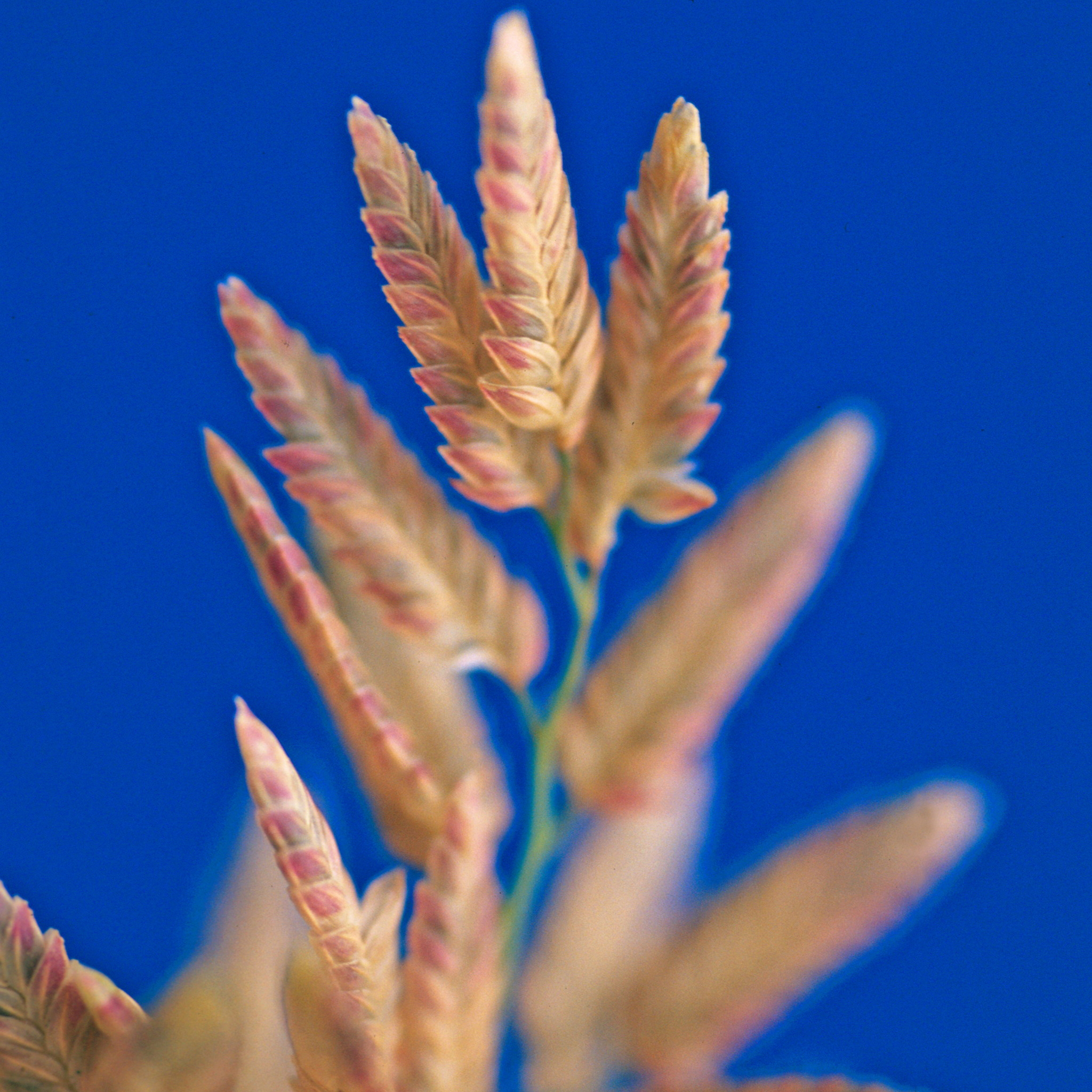
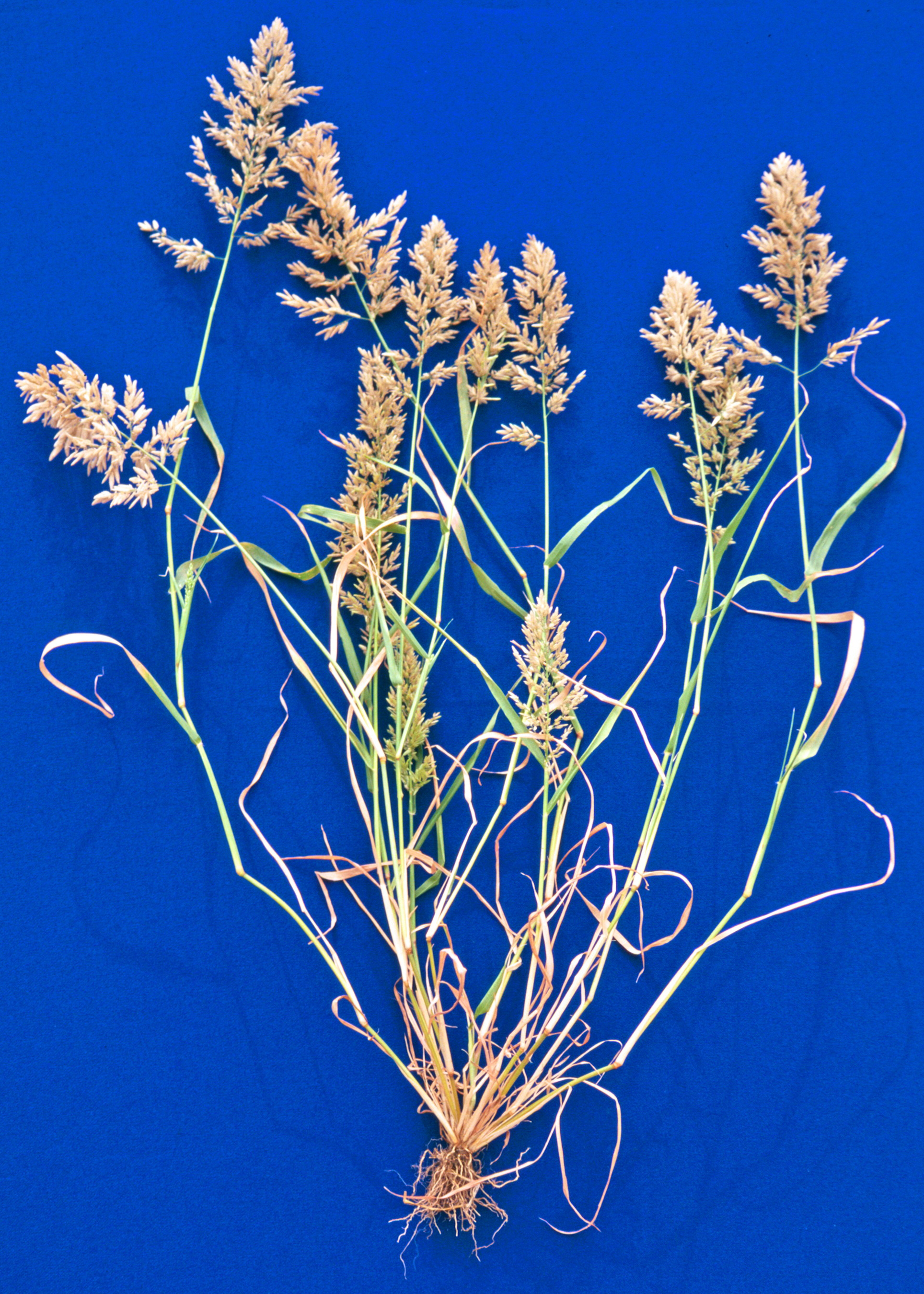
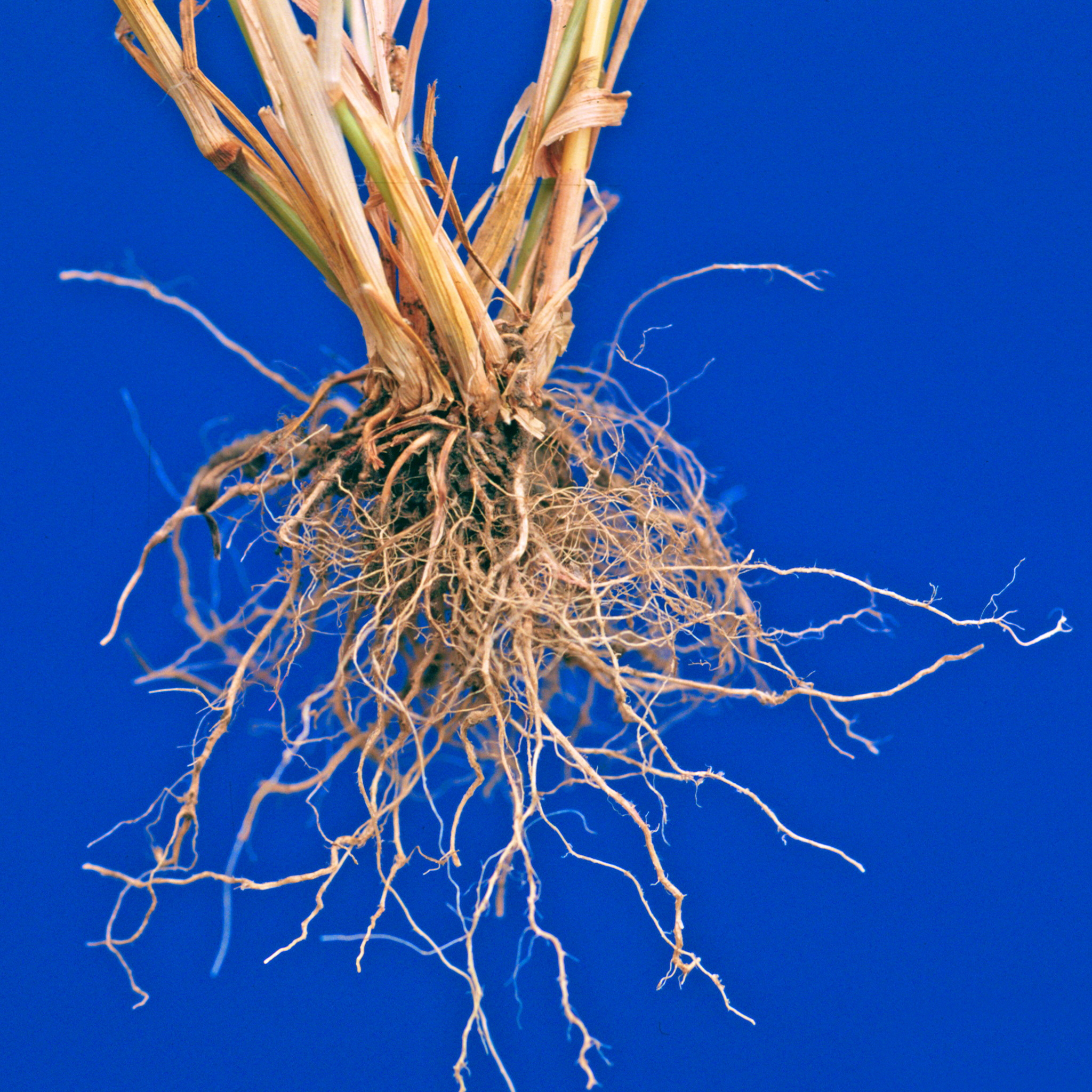